# Фань Ган
Фань Ган (кит. трад. 樊綱, упр. 樊纲, пиньинь Fán Gāng; 1953 год) — один из самых выдающихся экономистов Китайской Народной Республики и один из самых активных сторонников реформ в Китае. В настоящий момент проживает в Пекине, где работает профессором Высшей школы Китайской академии социальных наук (CASS) и бизнес-школы HSBC Пекинского университета, а также директором Китайского национального института экономических исследований (NERI).

## Биография
Доктор Фань является советником многих организаций, в том числе Комитета по денежно-кредитной политике Народного банка Китая. Он является экспертом в области макроэкономики долгосрочного развития, международной торговли и валюты, международных отношений и региональной интеграции Китая в Азии. Он наиболее известен своими работами по темам, как финансовый риск Китая и реформа финансовой системы, валютные режимы и ревальвация, экономическая реформа Китая и глобализация.

### Образование
Фань Ган окончил экономический факультет Хэбэйского университета по специальности политическая экономия в 1982 году. Затем он изучал западную экономику на экономическом факультете Высшей школы Китайской академии социальных наук с 1982 по 1985 год. Был приглашённым научным сотрудником Гарвардского университета и Национального бюро экономических исследований с 1985 по 1987 год. В 1988 году получил докторскую степень по экономике в Китайской академии социальных наук.

### Карьера
Фань написал более 100 научных статей, более 200 статей для журналов и газет по всему миру, а также восемь книг по макроэкономике и экономике переходного периода. Он регулярно пишет ежемесячную серию под названием «Выход дракона» исключительно для общественной корпорации Project Syndicate. В «Выходе дракона» Фан исследует тенденции, формирующие экономику Китая, и поясняет, что они значат для остального мира.
За опубликованную в 1991 г. статью «Теория серого рынка» Фань Гану была присуждена премия Сунь Ефана.

## Публикации
- Фан Ган. Реформы по нарастающей и «двухколейный» переход: осмысление опыта Китая // Проблемы Дальнего Востока. 1995. № 3.